# Piechota ludowego Wojska Polskiego
Piechota ludowego Wojska Polskiego – jeden z rodzajów wojsk Wojska Polskiego w latach 1943–1990.

## Polska piechota na froncie wschodnim

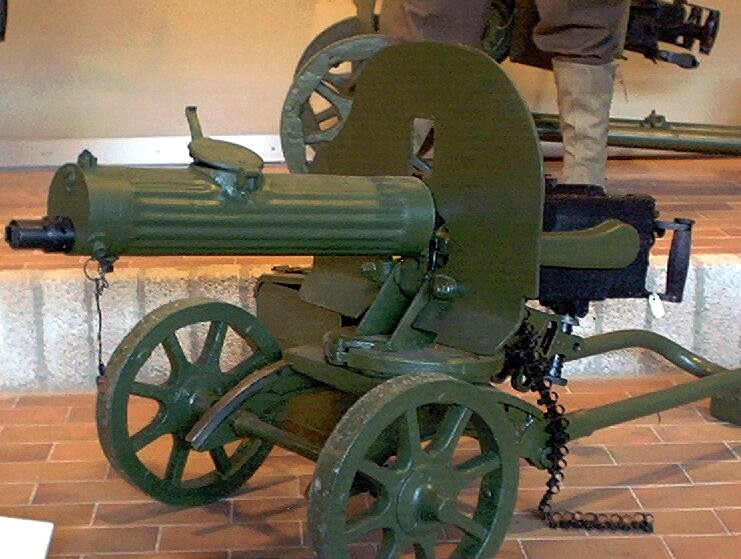
Maxim – podstawowy ckm pułku

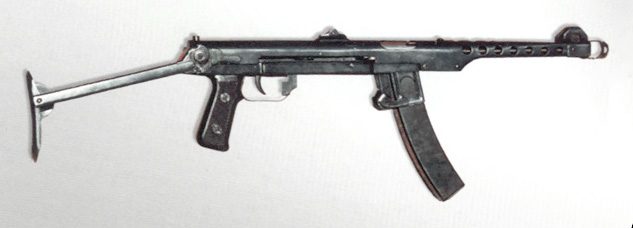
Pistolet maszynowy PPS

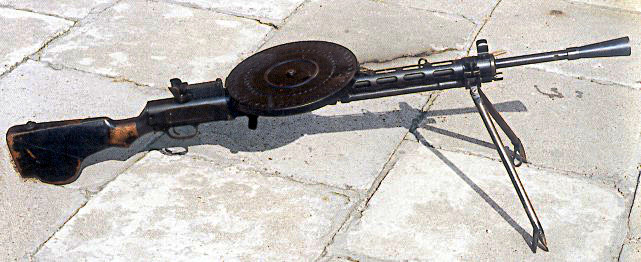
Karabin maszynowy DP

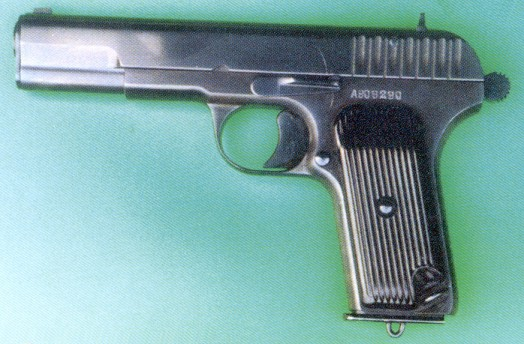
Pistolet TT

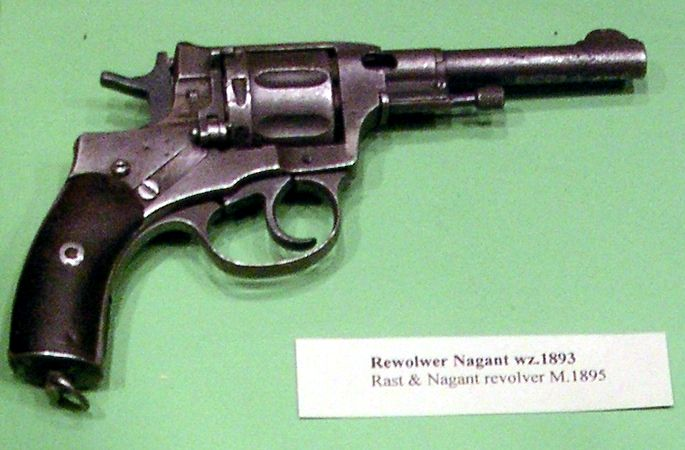
Rewolwer Nagant wz. 1895

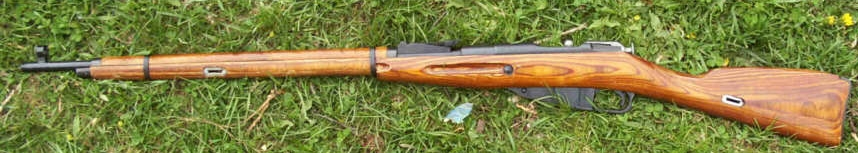
Karabin Mosin wz. 1891/30

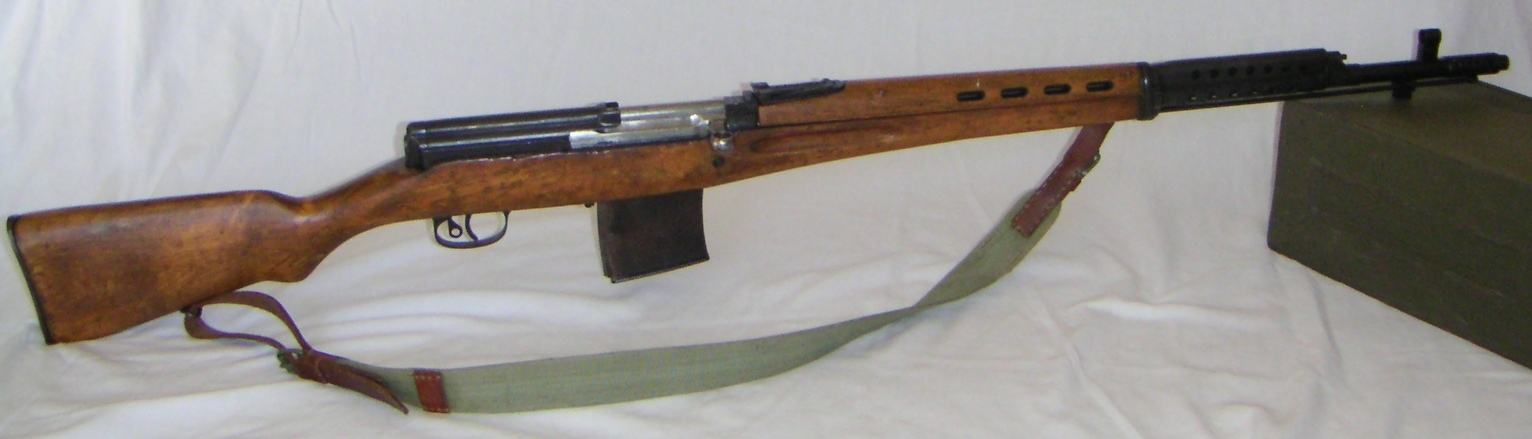
Karabin SWT

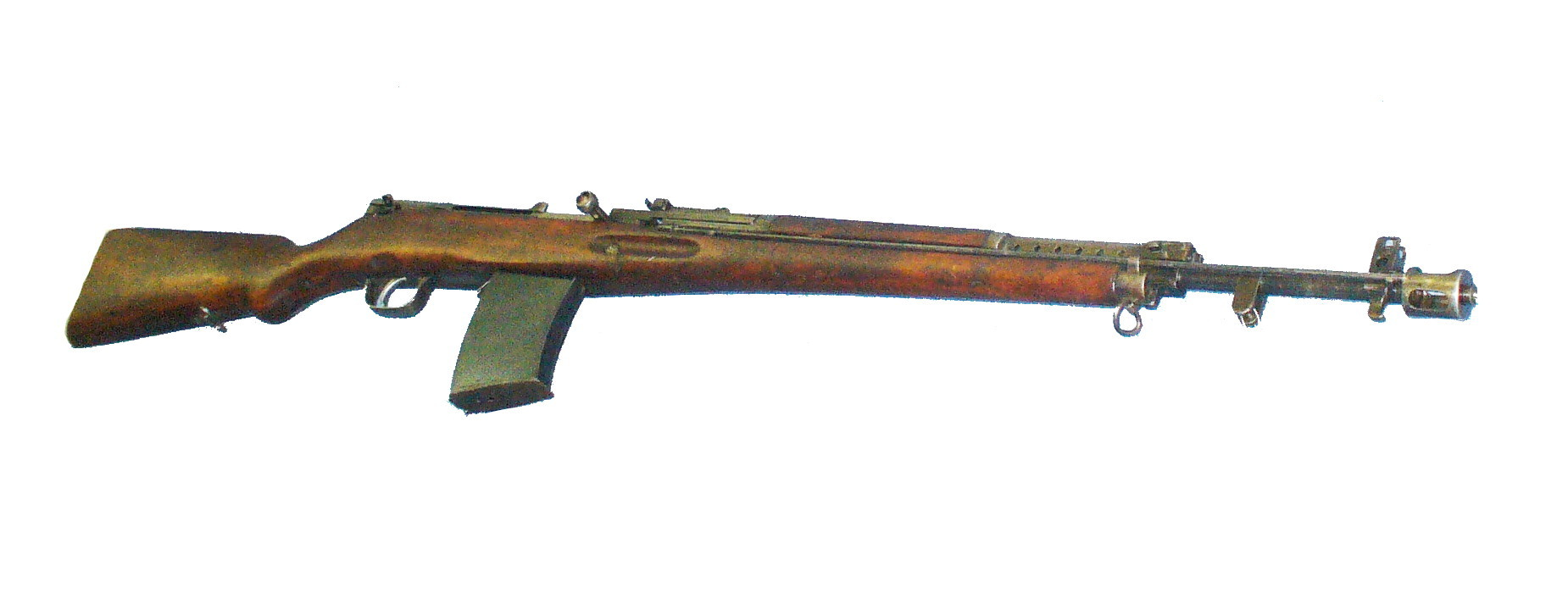
Karabin AWS

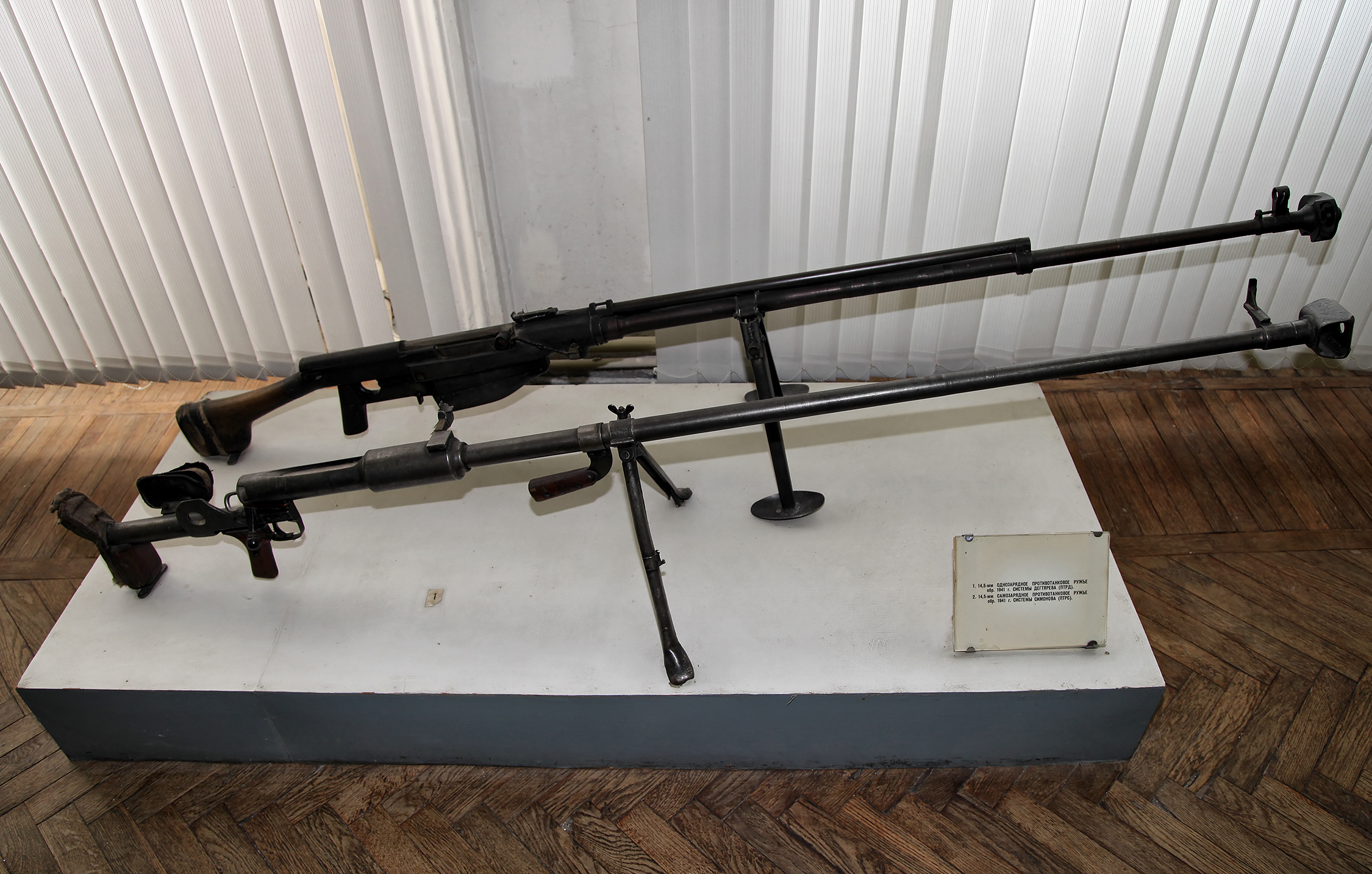
Karabin przeciwpancerny PTRD i PTRS

Trzon Wojska Polskiego formowanego w latach 1943–1945 w Związku Radzieckim, a następnie na wyzwolonych terenach kraju stanowiła piechota. Struktura organizacyjna jednostek piechoty, jej uzbrojenie oraz zasady działania oparte były na ówczesnych wzorcach radzieckich. Regulaminu Bojewoj Ustaw Piechoty obowiązywał również i w ludowym Wojsku Polskim. Piechota wypełnia zasadnicze zadania niszczy nieprzyjaciela w walce z bliska, była podstawowym rodzajem broni posiadającym zdolność prowadzenia walki w różnych warunkach terenowych i atmosferycznych oraz we wszystkich porach roku, tak w dzień, jak i w nocy. Mogła ona samodzielnie zdobywać i utrzymywać opanowany teren, a w decydującej fazie każdego boju jest zdolna doprowadzić do ostatecznego rozstrzygnięcia przez walkę bezpośrednią. Podstawą działań bojowych piechoty było zgranie jej środków ogniowych z ruchem i uderzeniem wojsk.
W okresie formowania 1 Armii Polskiej w ZSRR planowano na wzór radzieckich korpusów strzeleckich utworzyć dwa korpusy piechoty. Rozkazem dowódcy 1 AP nr 00130 z 5.07.1944 roku, w Sumach rozpoczęto formowanie dwóch dowództw korpusów piechoty. Koncepcję tę jednak odrzucono, a armie składały się z pięciu dywizji piechoty i z jednostek innych rodzajów broni: brygady kawalerii, brygad pancernych, artylerii, inżynieryjnych itp. Ostatecznie, najwyższym szczeblem organizacyjnym były wielkie jednostki piechoty – dywizje piechoty. Każda dywizja piechoty składała się z dowództwa, sztabu, trzech pułków piechoty, pułku artylerii lekkiej oraz oddziałów dywizyjnych. Pułki piechoty składały się z dowództwa, sztabu, trzech batalionów piechoty, artylerii i innych pododdziałów pułkowych. Batalion piechoty składał się z dowództwa batalionu, trzech kompanii piechoty, kompanii ciężkich karabinów maszynowych, kompanii rusznic przeciwpancernych, kompanii 82 mm moździerzy, plutonu 45 mm armat ppanc, plutonu gospodarczego, plutonu łączności i plutonu sanitarnego. Kompania piechoty składała się z dowództwa, trzech plutonów piechoty, plutonu ckm, plutonu moździerzy 50 mm i drużyny sanitarnej. Pluton piechoty składał się z dowódcy, zastępcy, pomocnika, czterech drużyn po dziewięciu żołnierzy i dwóch strzelców wyborowych, razem 41 żołnierzy.
Uzbrojenie:

Uzbrojenie piechoty stanowiła broń produkcji ZSRR. Wraz z uzbrojeniem otrzymywano radzieckie regulaminy i instrukcje obsługi, a w wyszkoleniu strzeleckim uczestniczyli radzieccy instruktorzy. W późniejszym czasie w Wojsku Polskim powołano specjalne komisje terminologiczne, które opracowały początkowo krótkie rosyjsko-polskie słowniczki terminologiczne do każdego typu uzbrojenia, a później instrukcje w języku polskim.
- Uzbrojeniem indywidualnym żołnierza były: rewolwer Nagant wz. 1893, pistolet TT, pistolety maszynowe: PPSz i PPS, karabin typu Mosin, karabin automatyczny AWS, karabin samopowtarzalny SWT, granaty ręczne: RG-42, RGD-33, F-1, RPG-40.
- Zespołową broń piechoty stanowiły: ręczny karabin maszynowy rkm D, ciężkie karabiny maszynowe: ckm Maxim, ckm Goriunow, rusznice przeciwpancerne: PTRD i PTRS, moździerze: kompanijny wz. 1938 i 1940 kal. 50 mm, 82 mm batalionowy wz. 1937 i 1941, 120 mm pułkowy wz. 1938, 45 mm przeciwpancerne działo piechoty wz. 1932 lub 1937 i 76,2 mm działo ZIS-3[5].

Z chwilą zakończenia wojny piechota sformowana była w 14 dywizji piechoty, w tym cztery były w trakcie formowania i nie uczestniczyły w walkach.
| 1 Armia Wojska Polskiego - 1 Dywizja Piechoty - 2 Dywizja Piechoty - 3 Dywizja Piechoty - 4 Dywizja Piechoty - 6 Dywizja Piechoty | 2 Armia Wojska Polskiego - 5 Dywizja Piechoty - 7 Dywizja Piechoty - 8 Dywizja Piechoty - 9 Dywizja Piechoty - 10 Dywizja Piechoty | Dywizje nowo formowane: - 11 Dywizja Piechoty - 12 Dywizja Piechoty - 13 Dywizja Piechoty - 14 Dywizja Piechoty |

## Pokojowa reorganizacja piechoty
W maju 1945 roku ze składu 2 Armii WP wydzielono 9 Dywizję Piechoty i przegrupowano ją do Rzeszowa, a przydzielono jej nowo sformowaną w Poznaniu 12 DP. Wszystkie dywizje armii przeznaczono do ochrony granicy zachodniej. Na początku czerwca ze składu 1 AWP wyłączono 1 i 3 DP, przegrupowano je do województw warszawskiego i lubelskiego i zaangażowano do walki ze zbrojnym podziemiem. Na bazie 4 Dywizji Piechoty sformowano Korpus Bezpieczeństwa Wewnętrznego. W lipcu do kraju powróciły 2. i 6 Dywizja Piechoty. Dowództwu 1 Armii WP podporządkowano 8. i 10 DP z 2 AWP oraz nowo utworzoną w Katowicach 13 DP. Jednostki te obsadziły granicę polsko-czechosłowacką. Od czerwca, na bazie 8. i 9 zapasowego pułków piechoty rozpoczęto formowanie w Olsztynie 15 Dywizji Piechoty. W Gdańsku powstała 16 Dywizja Piechoty, a w Krakowie 17 Dywizja Piechoty. W sierpniu 1945 roku, na bazie 3. i 5 zapasowego pułku piechoty, rozpoczęto w rejonie Poznania i Biedruska odtwarzanie 4 Pomorskiej Dywizji Piechoty. We wrześniu 1945 roku poszczególne dywizje podporządkowano Okręgom Wojskowym:
Okręg Wojskowy Warszawa:
- 1 Dywizja Piechoty z dowództwem w Siedlcach
- 15 Dywizja Piechoty DP z dowództwem w Olsztynie

Okręg Wojskowy Śląsk
- 2 Warszawska Dywizja Piechoty z dowództwem w Koźlu
- 7 Łużycka Dywizja Piechoty z dowództwem w Lubaniu
- 10 Sudecka Dywizja Piechoty z dowództwem w Jeleniej Górze
- 11 Dywizja Piechoty z dowództwem w Żarach
- 13 Dywizja Piechoty z dowództwem w Gliwicach

Okręg Wojskowy Pomorze
- 12 Dywizja Piechoty z dowództwem w Szczecinie
- 16 Kaszubska Dywizja Piechoty z dowództwem w Gdańsku.

Okręg Wojskowy Poznań
- 4 Pomorska Dywizja Piechoty z dowództwem w Biedrusku
- 5 Saska Dywizja Piechoty z dowództwem w Międzyrzeczu
- 14 Dywizja Piechoty z dowództwem w Ostródzie

OW Kraków
- 6 Pomorska Dywizja Piechoty z dowództwem w Chrzanowie
- 8 Drezdeńska Dywizja Piechoty z dowództwem w Tarnowie
- 8 Drezdeńska Dywizja Piechoty z dowództwem w Rzeszowie
- 17 Dywizja Piechoty z dowództwem w Krakowie

Okręg Wojskowy Lublin
- 3 Pomorska Dywizja Piechoty z dowództwem w Lublinie

Okręg Wojskowy Łódź
- 1 Szkolna Dywizja Piechoty z dowództwem w Skierniewicach.

Na początku września 1945 roku podjęto decyzję o przeformowaniu 1 Szkolnej DP w 18 Dywizję Piechoty. Otrzymała ona etaty pokojowe o stanie osobowym 5500 żołnierzy. W październiku na takie same etaty przeniesiono 2., 14. i 15 Dywizję Piechoty, a 1 Dywizji Piechoty wprowadzono etaty pokojowe o stanie 7 000 żołnierzy. W listopadzie etaty pokojowe otrzymały: 5., 6., 7., 10., 11., 12. i 13 Dywizja Piechoty. Jedynymi dywizjami piechoty, w których utrzymano strukturę organizacyjną z okresu wojny były 3., 8. i 9 Dywizja Piechoty zaangażowane do walk z ukraińskim zbrojnym podziemiem.
Na początku 1946 roku rozformowano 13. i 17 Dywizję Piechoty. 1 Dywizja Piechoty otrzymała status dywizji typu A. Etaty typu B o stanie 5200 żołnierzy otrzymały dywizje rozlokowane na terenach uznanych za zagrożone działalnością politycznego i zbrojnego podziemia. Były to: 3., 5., 8., 9., 12., 16. i 18 Dywizja Piechoty. Pozostałe dywizje przeformowano na etaty dywizji piechoty typu C o stanie 4000 żołnierzy. Były to: 2., 4., 6., 7., 11., 14. i 15 Dywizja Piechoty. Pod koniec 1946 roku rozformowano Okręg Wojskowy Łódź. Znajdującą się dotychczas w jego składzie 18 DP podporządkowano dowództwu OW Warszawa i przeniesiono ze Skierniewic do Białegostoku. Zmiana granic OW spowodowała, że dowództwu OW Lublin podporządkowano 2. i 14 Dywizja Piechoty, a dowództwu OW Poznań 8 Dywizja Piechoty. W tym samym okresie przeprowadzono następną reorganizację dywizji piechoty wprowadzając nowe etaty typu B i C. Etaty typu B o stanie osobowym 5000 żołnierzy otrzymały tym razem tylko cztery dywizje (wcześniej było ich siedem). Były to: 3 Dywizja Piechoty z OW Lublin, 6. i 9 Dywizja Piechoty z OW Kraków i 18 Dywizja Piechoty z Okręgu Wojskowego Warszawa. Pozostałe dywizje, z wyjątkiem 1 Dywizji Piechoty, w której nadal utrzymano etaty typu A, zostały przeniesione na nowe etaty typu C o stanie 39000 żołnierzy. W marcu 1947 roku 1 Dywizja Piechoty otrzymała nowe etaty typu A o zmniejszonym stanie osobowym do 5000 żołnierzy. Dokonano też korekt etatów typu B i C, w wyniku czego stany osobowe dywizji piechoty obniżyły się odpowiednio do 4500 i 3800 żołnierzy. 1 pułk piechoty z 1 Dywizji Piechoty miał wyższe stany osobowe. Powodowało to, że liczebność całej dywizji wynosiła 4400 żołnierzy.
Przeprowadzone w pierwszych latach powojennych zmiany składu bojowego piechoty spowodowały zmniejszenie stanu osobowego tego rodzaju wojsk ze 160000. do 60000 żołnierzy. Dywizje były głęboko skadrowane i posiadały około 1/3 stanów okresu wojennego. Piechota była nadal najliczniejszym rodzajem wojsk obejmującym ponad połowę stanu wojsk lądowych.

## Okres przyspieszonego rozwoju piechoty
Od zakończenia II wojny światowej do początku 1949 roku Wojsko Polskie podlegało stałemu procesowi redukcji. 1 stycznia 1949 roku Dowództwu Wojsk Lądowych podlegały dowództwa: sześciu okręgów wojskowych i 16 dywizji piechoty.
Realizację zamierzeń organizacyjnych rozpoczęto w marcu 1949 roku. Rozwiązano DOW III i DOW VII. Na bazie rozformowanego dowództwa OW III sformowano 1 Korpus Piechoty w składzie 12 i 14 DP oraz 1 Korpus Pancerny. W OW IV sformowano 2 Korpus Piechoty w składzie 4 i 5 DP oraz 2 Korpus Pancerny.
We wrześniu 1950 rozpoczęto przekształcanie 2, 3 i 6 Dywizji Piechoty w dywizje terytorialne.
12 lutego 1951 roku marszałek Rokossowski zatwierdził przyspieszony Plan zamierzeń organizacyjnych na lata 1951 i 1952. Plan ten zrywał z dotychczasową koncepcją zrównoważonej rozbudowy wojska w powiązaniu z rozwojem gospodarki narodowej. Radykalnie miano rozbudować struktury wojska oraz wprowadzić do armii wielkie ilości sprzętu bojowego. Zapotrzebowanie wojska miał w większości pokryć budowany niemal od podstaw krajowy przemysł zbrojeniowy. W wojskach lądowych planowano sformowanie dodatkowo czterech korpusów piechoty, siedmiu dywizji piechoty, dwóch dywizji zmechanizowanych, trzech brygad przeciwdesantowych. Zrezygnowano z utrzymywania dywizji terytorialnych. Korpusy piechoty miały liczyć po dwie dywizje piechoty i jedną dywizje zmechanizowaną w zachodnich okręgach, a po trzy dywizje piechoty we wschodnich. W skład korpusów piechoty włączono pułk artylerii ciężkiej.
W wojskach lądowych rozpoczęto formować m.in. dowództwa 8., 9., 11. i 12 Korpusu Piechoty, oraz 21., 22., 24., 25., 27., 29., 30 Dywizję Piechoty.
Duży przyrost ilościowy nie szedł w parze z rozbudową jakościową, tworzono liczne jednostki słabo wyposażone w sprzęt bojowy. Etaty często odbiegały od stanów z II wojny światowej np. 15 dywizji piechoty miało etat tzw. „mała konna”, a tylko 4, 5, 12, 14 Dywizja Piechoty posiadały etaty zbliżone do etatów dywizji z 1945 roku i miały w pełni zmotoryzowany transport.
Gwałtowny wzrost wydatków na zbrojenia spowodował załamanie się realizacji planu 6-letniego i skłonił kierownictwo Polski do częściowej korekty planów rozbudowy wojska. Sprzyjał temu zastój w działaniach wojennych na Półwyspie Koreańskim, widmo nowego konfliktu światowego powoli oddalało się. W październiku 1952 roku Sztab Generalny przygotował Plan redukcji wojska na przełomie 1952/53. Z powodu braku ludzi i sprzętu do 20 grudnia 1952 roku rozformowano 24., 25. i 30 Dywizję Piechoty. Były to związki o małym stopniu ukompletowania wynoszącym około 2 800 żołnierzy. Wchodzące w skład tych dywizji pułki artylerii lekkiej przeniesiono na zachód i włączono do 4, 5, 12 i 14 Dywizji Piechoty. Na nowe, zmniejszone etaty wynoszące 3528 żołnierzy przeniesiono także pozostałe dywizje piechoty poza 4, 5, 12 i 14 Dywizją Piechoty. W konsekwencji redukcji tylko chwilowo zahamowano rozwój armii. W latach 1953–1955 następował stały wzrost stanów liczebnych wojska. Korpusy piechoty przemianowano na korpusy armijne. Potrzeba zapewnienia sprawniejszej organizacji obrony wybrzeża sprawiła, że w czerwcu 1953 roku powołano dowództwo Korpusu Przeciwdesantowego i podporządkowano mu istniejące trzy brygady przeciwdesantowe. W grudniu 1953 roku dowództwo korpusu rozwiązano, a sprawy obrony wybrzeża przejął Inspektorat Przeciwdesantowy Dowództwa OW IV. W styczniu 1954 roku dokonano nowego podział terytorialnego państwa na okręgi wojskowe oraz rozformowano dowództwo OW V w Krakowie. Spowodowało to zmiany w podległości organizacyjnej związków taktycznych.
Aby zapewnić większą zdolność bojową 8 Korpusu Armijnego składającego się z trzech dywizji piechoty o etatach „mała konna”, we wrześniu 1954 roku rozpoczęto przeformowywanie 15 DP na dywizję zmechanizowaną liczącą etatowo 5755 żołnierzy. Zwiększenie możliwości bojowych 4, 5, 12 i 14 DP osiągnięto włączając w ich skład dotychczas samodzielne pułki czołgów średnich i przemianowując je na pułki czołgów i artylerii pancernej. Jednocześnie z rozbudową ilościową wojska, wzrastało nasycenie techniką bojową. Lata 1954–1955 były końcowym okresem dla etapu ilościowej rozbudowy wojska związanej z wojną koreańską.

## Okres politycznej odwilży
Na początku 1955 roku Wojsko Polskie posiadało skład bojowy odpowiadający warunkom przygotowań do konfrontacji zbrojnej.
Prace nad planami rozwoju WP na lata 1955–1960 podjęto wiosną 1954 roku Pierwsza wersja planu zakładała między innymi pełne zmotoryzowanie dywizji piechoty i nasycenia ich czołgami, działami pancernymi oraz działami przeciwlotniczymi (z 18 do 60 szt.). W każdym KA typu B jedna dywizja piechoty miała być przeformowana na dywizję zmechanizowaną.
Projekt planu perspektywicznego na lata 1955–1960 został przekonsultowany w Sztabie Generalnym Armii Radzieckiej i po zaakceptowaniu stał się podstawą do podjęcia dalszych szczegółowych prac. Plan ten był kilkakrotnie modyfikowany
Na początku 1955 roku wszystkie jednostki piechoty z wyjątkiem 27 DP i brygad przeciwdesantowych znajdowały się w składzie sześciu korpusów armijnych:
| Pomorski Okręg Wojskowy - 1 Korpus Armijny - 12 Dywizja Piechoty - 14 Dywizja Piechoty - 8 Korpus Armijny - 21 Dywizja Piechoty - 22 Dywizja Piechoty - 2 Brygada Przeciwdesantowa - 3 Brygada Przeciwdesantowa - 5 Brygada Przeciwdesantowa | Śląski Okręg Wojskowy - 2 Korpus Armijny - 4 Dywizja Piechoty - 5 Dywizja Piechoty - 11 Korpus Armijny - 2 Dywizja Piechoty - 7 Dywizja Piechoty - 29 Dywizja Piechoty - 27 Dywizja Piechoty | Warszawski Okręg Wojskowy - 9 Korpus Armijny - 1 Dywizja Piechoty - 3 Dywizja Piechoty - 18 Dywizja Piechoty - 12 Korpus Armijny - 6 Dywizja Piechoty - 9 Dywizja Piechoty |

Latem 1955 roku dywizje piechoty 1. i 2 KA zostały przeniesione na nowe etaty, zmniejszające ich stany osobowe z 9355 do 7000 żołnierzy. W połowie września nowe etaty otrzymały 18 i 21 DP. Rozpoczęto też przeformowanie 1 Dywizji Piechoty na dywizję zmechanizowaną. W ramach dokonywanej redukcji wojsk w Warszawskim OW rozformowano dowództwo 12 KA, w Śląskim OW rozformowane zostały 27. i 29 DP, a w Pomorskim OW rozwiązano 22 DP. Część jednostek tych dywizji wykorzystano do wzmocnienia innych związków taktycznych. nastąpiły też zmiany podporządkowania. W 8 KA była teraz tylko 21 Dywizja Piechoty. Z 9 KA wyłączono 18 Dywizję Piechoty, którą podporządkowano bezpośrednio dowódcy okręgu. W jej miejsce do korpusu weszła 9 Dywizja Piechoty z rozformowanego 12 KA. Będącą wcześniej w 12 KA 6 Dywizję Piechoty podporządkowano dowódcy Warszawskiego OW. W listopadzie 1955 roku, na bazie wyłączonych z dowództw KA plutonów ochrony i drużyn samochodowych, sformowano kompanie sztabowe korpusów. Dowództwa korpusów przeniesiono na etat nr 2/201 o stanie osobowym 74 żołnierzy i 10 pracowników cywilnych.
We wrześniu 1956 roku rozformowane zostały wszystkie dowództwa KA oraz 2. i 18 Dywizja Piechoty. W Śląskim OW 7 Dywizję Piechoty przeformowano w dywizję zmechanizowaną nadając jej nazwę 2 Dywizji Zmechanizowanej. Wchodzące dotychczas w skład korpusów dywizje piechoty podporządkowano bezpośrednio dowódcom okręgów wojskowych. Miesiąc później w Pomorskim OW rozformowano 2 BPdes, a 3 i 5 BPdes przeformowano na 3. i 5 Brygadę Obrony Wybrzeża liczące po 2263 żołnierzy i 23 pracowników cywilnych.
| Pomorski Okręg Wojskowy - 12 Dywizja Piechoty - 14 Dywizja Piechoty - 3 Brygada Obrony Wybrzeża - 5 Brygada Obrony Wybrzeża | Śląski Okręg Wojskowy - 4 Dywizja Piechoty - 5 Dywizja Piechoty | Warszawski Okręg Wojskowy - 3 Dywizja Piechoty - 6 Dywizja Piechoty - 9 Dywizja Piechoty - 21 Dywizja Piechoty |

Wiosną 1957 roku rozformowano 5., 14. i 21 Dywizję Piechoty. Pozostałe dywizje przeniesiono na nowe etaty. Dywizje POW i SOW otrzymały etaty o stanie osobowym 6902 żołnierzy i 56 pracowników wojska, a dywizje WOW etaty o stanie osobowym 3096 żołnierzy i 49 pracowników cywilnych. W czerwcu 6 DP przeformowano na 6 Dywizję Powietrznodesantową.
Jesienią 1958 roku nadal redukowano siły zbrojne. 3., 9. i 4 DP przeniesiono na nowe etaty o ilości 2454 żołnierzy i 55 pracowników wojska. W Pomorskim OW, na bazie rozformowanych 3 i 5 BOW, utworzono 23 Dywizję Piechoty. Będącą w tym okręgu 12 DP przeformowano na 12 Dywizję Zmechanizowaną.
W marcu 1962 roku 3., 4. i 9 Dywizję Piechoty przeniesiono na etaty skadrowanej dywizji zmechanizowanych o stanie osobowym 2237 żołnierzy i 68 pracowników cywilnych.
W styczniu 1963 roku przeprowadzono reorganizację ostatniej dywizji piechoty. Początkowo planowano, że 23 Dywizja Piechoty zostanie przeformowana na dywizję zmechanizowaną. W związku z rozwinięciem koncepcji działania polskiego Frontu Nadmorskiego, dywizje postanowiono przeformować na dywizję desantową. 23 Dywizja Desantowa, którą wkrótce przemianowano na 7 Dywizję Desantową, powstała na bazie jednostek 23 DP oraz przekazanego z Marynarki Wojennej 3 pułku piechoty morskiej.
Lata 1955–1963 były okresem stopniowej likwidacji piechoty. Po rozwiązaniu w 1956 roku korpusów armijnych pozostawiono 11 dywizji piechoty. W latach 1957–1958 liczba tych dywizji zmalała do 8, a potem do 4. Były to już jednostki głęboko skadrowane mające charakter baz materiałowo-technicznych, a nie typowych jednostek bojowych. W taki stanie przetrwały one do początku lat sześćdziesiątych, kiedy to przekształcono je w dywizje zmechanizowane i dywizję desantową. Przeformowanie w 1963 roku ostatniej w dywizję desantową zakończyło istnienie w Wojsku Polskim piechoty jako samodzielnego rodzaju wojsk.

## Symbolika piechoty
Barwy rodzajów wojsk ustalono rozkazem z listopada 1943 roku. Dla piechoty ustalono trójkąt granatowo żółty. Przepisy zostały zmienione w styczniu 1945 roku. Proporczyk piechoty zmienił nieco kształt i kolejność barw. Od stycznia 1945 roku na płaszczach nie noszono już proporczyków, a paski o barwie piechoty. W latach 1949–1952 noszono ciemnokarminowe „łapki” z wypustkami. Piechota nosiła granatowe wypustki. W tym okresie noszono jasnokarminowe otoki na czapkach garnizonowych. W latach 1952–1960 na kołnierzach kurtek oficerów i podoficerów nadterminowych noszono oznaki broni – korpusówki. Dla piechoty ustalono dwa skrzyżowane karabiny oplecione wieńcem. spodnie i mankiety kurtki posiadały ciemnokarminową wypustkę. Generałowie na spodniach posiadali jasnokarminowe lampasy.

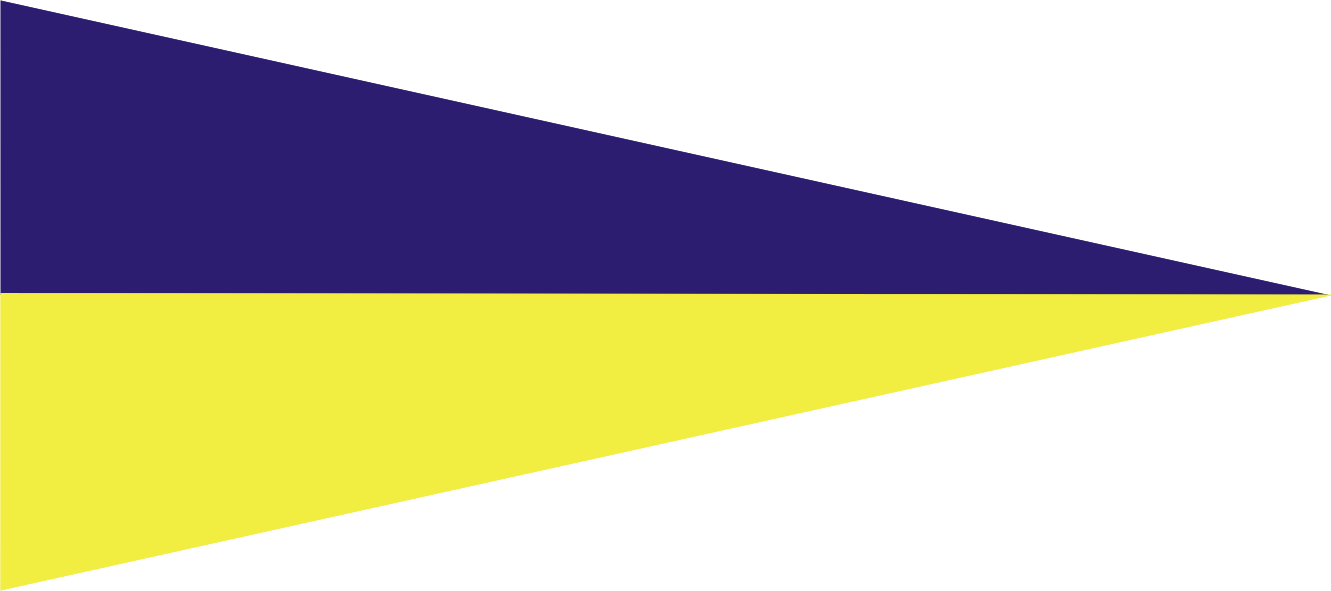
Proporczyk 1943 – 1944
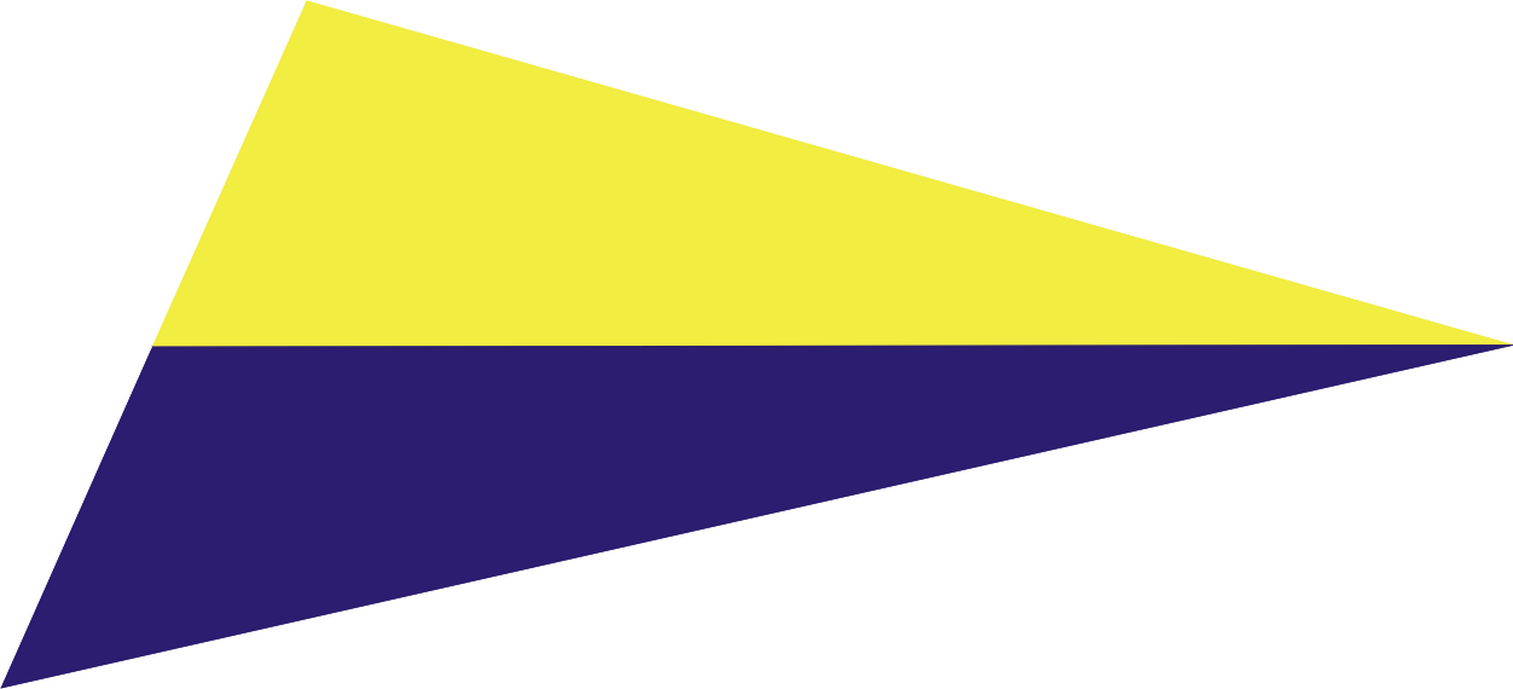
Proporczyk 1945 – 1949
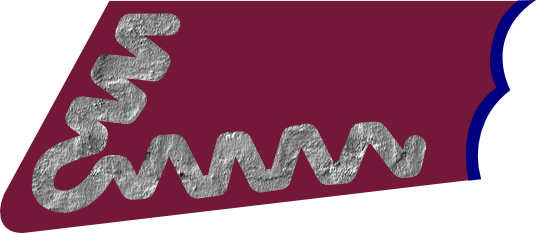
Łapka 1949 – 1952
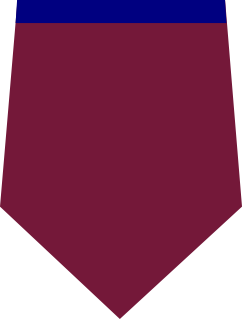
Patka
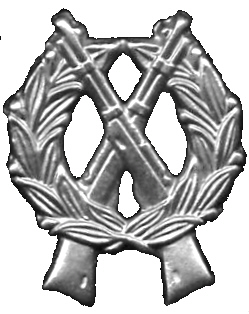
Korpusówka
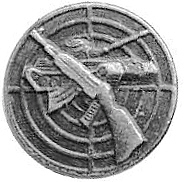
Korpusówka po 1960